# Magyarernes autonome region
Magyarernes Autonome Region[a] (1952-1960) (rumænsk: Regiunea Autonomă Maghiară, ungarsk: Magyar Autonóm Tartomány) og den autonome region Mureș-Magyar (1960-1968) var selvstyrende regioner i den Socialistiske Republik Rumænien.

## Historie
I 1950 vedtog Rumænien en administrativ og territorial inddeling af landet i sovjetisk stil i regioner og raions (indtil da havde Rumænien været opdelt i județe eller amter).
To år senere, i 1952 blev antallet af regioner, efter sovjetisk pres, reduceret. Territoriet der var beboet af en befolkning hovedsageligt af Széker-ungarere, og ved at omfatte ti raioner fra den tidligere Mureș-region og fra Stalin-regionen (begge oprettet i 1950) blev en ny region, kaldet Magyar Autonome Region skabt. Ifølge folketællingen fra 1956 var den samlede befolkning i regionen 731.361 mennesker, fordelt på de etniske grupper som følger: ungarere (77,3%), rumænere (20,1%), romaer (1,5%), tyskere (0,4%) og jøder (0,4%) %). Provinsens officielle sprog var ungarsk og rumænsk, og det administrative center var Târgu Mureș (Marosvásárhely).
Regionen, som var fastlagt i forfatningen fra 1952, omfattede omkring en tredjedel af Rumæniens ungarere, resten bor enten i mere rumænske områder eller langs grænsen til Ungarn, hvor en etnisk-baseret region kunne have vækket frygt for irredentisme og sikkerhedsproblemer.  I praksis afveg regionens status på ingen måde fra de andre sytten regioners status, og den nød ikke selvstyre af nogen art  – love, beslutninger og direktiver fra centret blev gjort obligatoriske af selve forfatningen, der skabte det, og statsrådet i den selvstyrende region var blot en facade. Den eneste større forskel var at de fleste af dens embedsmænd var ungarske, det ungarske sprog kunne bruges i administrationen og domstolene, og tosprogede skilte blev sat op på offentlige bygninger. Desuden blev den specifikt ungarske fløj af det rumænske kommunistparti nedlagt i 1953, hvilket afsluttede enhver mekanisme til at forsvare det ungarske mindretals kollektive rettigheder.
I december 1960 ændrede et statsligt dekret grænserne for den autonome region Magyar. Dens sydlige kommuner blev atter knyttet til Brașov distriktet (tidligere Stalin-distriktet), og i stedet for denne blev flere kommuner fra Cluj distriktet forbundet til den. Regionen blev kaldt Mureș Region-Magyar Autonomous, efter Mureș-floden. Andelen af ungarere blev således reduceret fra 77,3 % til 62 %.
I 1968 satte Den Store Nationalforsamling en stopper for den sovjetiske administrative opdeling af landet i regioner og genindførte det historiske judeţ (distrikt) system, der stadig bruges i dag. Dette eliminerede også automatisk den autonome region Mureș-Magyar og erstattede den med distrikter, der ikke er identificeret med nogen nationalitet. De to nye distrikterdannet på størstedelen af territoriet i den tidligere Mureș-Magyar Autonome Region er Mureș og Harghita, plus et fra den tidligere Magyar Autonome Region indtil 1960 og en del af Brașov-regionen i 1968, Covasna-distriktet .
I to af disse distrikter, Harghita og Covasna, udgør ungarerne flertallet af indbyggerne. Den rumænske lov tillader brugen af sproget for en etnisk minoritet, som udgør mindst 20 % af befolkningen i en kommune i forhold til administrationen, og staten sørger for undervisning og offentlig skiltning på det respektive etniske minoritets sprog.